# Båttjärnet
Båttjärnet är en sjö i Melleruds kommun i Dalsland och ingår i Göta älvs huvudavrinningsområde. Sjön har en area på 0,142 kvadratkilometer och ligger 49,4 meter över havet.

## Delavrinningsområde
Båttjärnet ingår i det delavrinningsområde (652610-130488) som SMHI kallar för Utloppet av Nedre Upperudshöljen. Medelhöjden är 67 meter över havet och ytan är 8,49 kvadratkilometer. Räknas de 299 avrinningsområdena uppströms in blir den ackumulerade arean 3 267,76 kvadratkilometer. Upperudsälven som avvattnar avrinningsområdet har biflödesordning 2, vilket innebär att vattnet flödar genom totalt 2 vattendrag innan det når havet efter 167 kilometer. Avrinningsområdet består mestadels av skog (57 procent). Avrinningsområdet har 1,2 kvadratkilometer vattenytor vilket ger det en sjöprocent på 14,2 procent. Bebyggelsen i området täcker en yta av 1,66 kvadratkilometer eller 20 procent av avrinningsområdet.